# Scuola di ladri
Scuola di ladri è un film del 1986 diretto da Neri Parenti.
Il film ha avuto un seguito, Scuola di ladri - Parte seconda.

## Trama
Dalmazio, Amalio ed Egisto Siraghi sono tre cugini ignari l'uno dell'altro, che stentano a vivere in modo onesto. Dalmazio fa la guardia giurata presso una banca, Amalio è dog sitter, mentre Egisto è venditore ambulante e lavavetri alle auto ferme ai semafori. Tutti e tre mostrano scarsa competenza professionale e poca fortuna.
L'occasione della vita si presenta loro quando vengono improvvisamente contattati dal facoltoso Aliprando Siraghi, un anziano delinquente finito su sedia a rotelle che rivela di essere un loro lontano zio. Questi propone di cooptarli nelle sue attività di ladro, convincendoli essere la loro unica possibilità di emergere dalla mediocrità e dalla povertà. I tre vengono sottoposti a lungo e duro addestramento, costituente sia in preparazione fisico-atletica che simulazioni di furti e persino di interrogatori. Al termine di questo addestramento, pure contraddistinto da molte comiche peripezie, Aliprando invia i nipoti ad effettuare un primo colpo in un centro commerciale. Essi vengono tuttavia intercettati da alcuni agenti avvisati da una soffiata e finiscono in carcere per sei mesi. Al termine del periodo di detenzione, Aliprando, che li attende all'uscita, confessa di essere stato proprio lui a chiamare la polizia in modo da farli arrestare e, una volta in cella, stimolarli a fortificare la loro tempra criminale, in verità l'aveva fatto per far sì che la loro fedina penale venisse macchiata e che di conseguenza gli fosse negata ogni possibilità di lavorare nel caso avessero avuto l'idea di farlo. I tre, risentiti, decidono di abbandonare la banda dello zio, ma resisi conto di non poter riprendere una vita onesta, data la fedina penale ormai sporca, Dalmazio, Egisto e Amalio tornano sui loro passi. Stavolta le cose vanno diversamente: la banda mette a segno un colpo dietro l'altro, sviluppando una spiccata abilità nelle varie forme della truffa e del ladrocinio.
Nel tentativo di realizzare un furto nella villa di un noto imprenditore, Aliprando pensa che uno dei nipoti possa sedurne la bella colf Marisa, in modo da poter prenderle la chiave di casa e ricavarne un calco. La scelta cade sul giovane Egisto, il quale però, in balìa dei sensi, anziché sedurre rimane sedotto e Marisa quella stessa notte s'introduce furtivamente a Casa Siraghi. Scoperta da Aliprando, questi ne nota le abilità di ladra e la coinvolge in un altro colpo, puntualmente ed efficacemente perpetrato ai danni di un produttore di pellicce.
Egisto nel frattempo si è innamorato di Marisa ed è deciso a sposarla. Lo zio inizialmente si oppone, ritenendo che la vita coniugale possa inibire le capacità fisiche, indispensabili per un criminale; dopodiché acconsente alle nozze, a condizione che fino alla fine dell'"anno lavorativo" lui e Marisa non abbiano rapporti sessuali. Egisto accetta di malavoglia.
Celebrato il matrimonio, la banda organizza il colpo del secolo: il furto alla gioielleria Van Cleef. Il piano viene portato avanti positivamente, fino a quando, a causa di una distrazione di Amalio, il sofisticato allarme dell'esercizio scatta provocando l'intervento delle forze dell'ordine. Usciti dalle fogne, i tre riescono a nascondersi nel vicino Teatro Eliseo, uscendone vestiti da donna e indossando proprio i gioielli appena trafugati, ingannando così i poliziotti che li attendono nel foyer.
Il clan può così celebrare la lieta fine dell'anno societario, ed Egisto consumare il suo matrimonio con Marisa. Ma, nello champagne utilizzato per brindare e che lui non ha bevuto, Aliprando ha inserito un potente sonnifero. Dalmazio, Egisto e Amalio si risvegliano dopo quattro giorni trovando la villa completamente vuota, e poco dopo ricevono da un pony express una videocassetta. Nel filmato vi è Aliprando, in amorosa compagnia di Marisa, a bordo di un poderoso yacht comprato con i proventi della società. L'anziano rivela a Egisto che il matrimonio è finto tanto quanto il prete, un ergastolano suo amico di vecchia data, e afferma di non essere loro zio e di non essere mai stato paralizzato dalla vita in giù, dando pronta dimostrazione del fatto compiendo un perfetto tuffo dal ponte dell'imbarcazione.
Poco tempo dopo però sarà lui stesso a ricredersi sull'abilità dei suoi "nipoti" quando, seduto sul divano della sua villa insieme a Marisa, assisterà in mondovisione al loro furto della Coppa del Mondo del 1986 direttamente dalle mani di Maradona.

## Produzione
La pellicola è stata interamente girata a Roma; fra le location principali si possono ricordare:
- Villa di Vigna Murata 200, la villa del ricco zio Aliprando Siraghi;
- Villa Olgiata 2, la villa dello zio alla fine del film;
- il Palazzo dell'Accademia Britannica ed il Palazzo delle Casse di Risparmio Postali a Roma è in Via Bari angolo Via Como (mentre la chiesa in cui viene colpito un sacerdote nel confessionale dal proiettile sparato da Paolo Villaggio, nella stessa scena, è in piazza Salerno), rispettivamente per gli esterni e gli interni dell'ambasciata del Lussemburgo; il Palazzo delle Casse di Risparmio Postali è in Via Bari angolo Via Como (mentre la chiesa in cui viene colpito un sacerdote nel confessionale dal proiettile sparato da Paolo Villaggio, nella stessa scena, è in piazza Salerno) appare nella scena in cui i tre ladri attuano la truffa della finta cassa continua e anche durante le riprese del film "Fantozzi alla riscossa", il quale fu il tribunale dove Fantozzi apparve come giudice popolare.
- il carcere Regina Coeli;
- il colle del Gianicolo, per le scene della truffa sull'imprenditore americano;
- il Teatro Eliseo, per le scene successive al colpo in gioielleria.

## Colonna sonora
Le canzoni presenti nel film sono quattro:
- Run to Me (Pegoraro-Foster-Bais), cantata da Tracy Spencer;
- One step, composta e cantata dai Kissing the Pink;
- On the Beach, composta e cantata da Chris Rea;
- Lady Killer (N. Parenti-B. Zambrini-S. Jurgens), cantata da Lany Jones.

## Accoglienza
Per la stagione cinematografica 1986-1987 si è piazzato al 17º posto per incasso. Con 368.194 biglietti venduti l'incasso è stato di circa 6 miliardi di lire.

## Curiosità
- Il film doveva essere diretto da Castellano & Pipolo, che ne curarono anche il soggetto e la sceneggiatura, ma i produttori Mario e Vittorio Cecchi Gori, per motivi contrattuali, anticiparono l'uscita dell'altrettanto fortunato Grandi magazzini, così la regia passò a Neri Parenti[4].
- La scena in cui Egisto, Amalio e Dalmazio tirano giù Maradona per rubargli la coppa è un chiaro riferimento alla reale caduta del calciatore argentino tirato giù dai tifosi[4].
- Inizialmente, nella pellicola originale non era presente la scena del furto alla gioielleria: essa è stata inserita dal regista Neri Parenti a riprese già finite, basandosi su di un fatto realmente accaduto riguardante una banda di ladri che tentò di rapinare le poste di Roma, entrando proprio dalle fognature[4].
- Erroneamente, sia all'esterno che all'interno dell'edificio dell'ambasciata del Lussemburgo, non viene esposta la bandiera dell'omonimo Granducato (con la fascia orizzontale celeste), bensì quella dei Paesi Bassi (fascia blu).
- La scena di Banfi che vende il carcere di Regina Coeli all’americano è ispirata alla scena della fontana di Trevi dal film Totòtruffa 62, scritta proprio da Castellano & Pipolo per Totò.